# 7-я гвардейская стрелковая дивизия
7-я гвардейская стрелковая Режицкая Краснознамённая дивизия — воинское формирование (соединение, стрелковая дивизия) РККА в Великой Отечественной войне.
Условное наименование — войсковая часть полевая почта (в/ч пп) № 63466.
Сокращённое наименование — 7 гв. сд.

## История формирования
7-я гвардейская стрелковая дивизия была преобразована из 64-й стрелковой дивизии приказом НКО СССР № 318 от 26 сентября 1941 года за боевые подвиги, организованность, дисциплину и примерный порядок. На момент преобразования дивизия находилась в резерве Ставки ВГК и дислоцировалась в городе Воронеж. В ноябре дивизии было вручено гвардейское Красное Знамя.

## Участие в боевых действиях
Период вхождения в действующую армию: 29 сентября 1941 года — 14 декабря 1941 года, 25 января 1942 года — 9 мая 1945 года.

### Битва за Москву
В ночь на 30 сентября 1941 года дивизия после погрузки на станции Воронеж начала движение по железной дороге к новому месту дислокации в Ейск и Новороссийск, но в связи с ухудшением обстановки на орловском и курском направлениях была перенаправлена в город Курск. По прибытии на место части дивизии заняли оборону на подступах к Курску с запада и северо-запада. Приказом ставки ВГК, командир дивизии полковник А. С. Грязнов был назначен командующим группы Курского направления с подчинением ему всех частей действующих в этом районе: 7-й гвардейской стрелковой дивизии, 133-й отдельной танковой бригады, 29-й кавалерийской дивизии и 38-го мотоциклетного полка. С 16 по 21 октября 30-й и 288-й стрелковые полки дивизии совместно с другими частями вели упорные бои на подступах к городу Фатеж.
22 октября 1941 года дивизия снялась с позиций и к 24 октября по железной дороге передислоцировалась в город Серпухов. 30 октября дивизия в составе 49-й армии Западного фронта начала боевые действия по овладению населённых пунктов: Малеево, Никулино, Клешня, Канино (район города Тула).
В это время ставка и командование фронта прилагали все усилия, чтобы удержать город Серпухов. К 7 ноября 7-я гвардейская дивизия выдвинулась в сектор от Шатово до Новики и Дашковки и готовила оборону. К ней 10 ноября присоединилась 415-я стрелковая дивизия с Дальнего Востока, и вместе они обеспечили правый (северный) фланг армии. До 23 ноября дивизия вела упорные бои с наступающими немецкими войсками и в этот день одним стрелковым полком обороняла линию от Гурево до Дракино, а два других полка сосредоточивались в районе Шатово, Иваньково и Калиново, примерно в 5 км южнее Серпухова.
23 ноября 1941 года дивизию направили в Москву в состав 16-й армии, после разгрузки на станции Химки полки дивизии к утру 26 ноября расположились: 30-й стрелковый полк — Радумля, Болкашино; 159-й стрелковый полк — Бухарово, Ложки; 288-й стрелковый полк — Берсеневка, Липуниха где вступили в бой с 35-й и 106-й немецкими пехотными дивизиями. Части дивизии находясь в полуокружении смогли сдерживать наступление противника в течение четырёх дней преграждая путь на Москву.
В последующие дни 7-я гвардейская дивизия вела тяжёлые бои в районе южнее Солнечногорска с немецкой 4-й танковой группой, стремившейся прорваться на юго-восток. К исходу 30 ноября дивизия вместе с 8-й и 9-й гвардейскими и 18-й стрелковыми дивизиями вела ожесточенную борьбу на участке линии Льялово—Алабушево—Баранцево—Жевнево. В течение 2—3 декабря немецкие войска сумели взять Крюково после тяжелых уличных боев, но не смогли прорвать линии 16-й армии. 7-я и 8-я гвардейские дивизии продолжали удерживать там позиции вплоть до ночи 5 декабря, когда немецкие войска начали переходить к обороне.

### Зимнее контрнаступление
Вечером 6 декабря командующий 16-й армией генерал-лейтенант К. К. Рокоссовский доложил командованию Западного фронта, что армия перейдет в наступление в 10 часов следующего дня, и описал свои задачи:
…2. 7-я гвардейская стрелковая дивизия должна наступать с целью овладения Лялово и к исходу дня закрепиться на линии Клушино — Лялово(исключая) — Чашниково (в четырех километрах юго-западнее Лялово)…
Утром 7 декабря дивизия в ходе Клинско-Солнечногорской наступательной операции начали наступление на Льялово и Никольское. Немецкие войска оказали ожесточенное сопротивление по всему фронту, и наступление дивизии было остановлено оборонительным огнём. Несмотря на это, сильно перегруженная 4-я танковая группа начала отходить на Запад. Дивизия добилась большего успеха 8 декабря, вытеснив два батальона из Лялово, которые затем начали отступать к Жилино и Никольскому. 12 декабря дивизия преследуя противника вышла в район Задорино, Соколово, Лыткино.
С 15 декабря 1941 года части дивизии в течение месяца находились в резерве Ставки ВГК с дислокацией в: Крюково, Каменка, Малино. 3 января 1942 года 7-я гвардейская дивизия вошла в состав формировавшегося 1-го гвардейского стрелкового корпуса. Командир дивизии полковник Грязнов и военный полковой комиссар Гулидов вступили в командование 1-м гвардейским стрелковым корпусом. Командиром 7-й гв. сд назначен полковник Е. В. Бедин.
15 января 1942 года 7 гв. сд в составе 1-го гв. стрелкового корпуса отправлена на Северо — Западный фронт в район Крестцы Ленинградской области (ныне Новгородской области). Дивизия предназначалась для участия в Демянской наступательной операции.

### Демянская наступательная операция 1942 года
Демянская наступательная операция войск Северо-Западного фронта по окружению и уничтожению группировки немецко-фашистских войск в районе Демянска проведена с 7 января по 20 мая 1942 года.
К середине января 1942 года войска Северо-Западного фронта охватили демянскую группировку с севера и юга и создали благоприятные предпосылки для успешного завершения операции. Северо-Западному фронту (11-я, 34-я армии и прибывшие из резерва Ставки 1-я ударной армии, 1-й и 2-й гвардейским стрелковым корпусам) была поставлена задача ударами из района Старой Руссы в южном направлении и из района Молвотицы — в северном окружить и уничтожить противника на Демянском плацдарме.
Войскам фронта предстояло наступать в исключительно тяжелых условиях лесисто-болотистой местности, холодной и снежной зимой. Очень мало дорог и вообще направлений, пригодных для действия больших масс войск. Распутица при оттепели делала их непроходимыми. Подвоз то и дело нарушался. Зима выдалась суровой, снежной. Войскам, двигавшимся вперед, приходилось с великим трудом прокладывать траншеи в огромных снежных напластованиях. Сосредоточение войск проходило в тяжелых условиях. Они двигались по одной заснеженной дороге. На переходе тылы, артиллерия и танки отстали от стрелковых соединений. Прибывавшие части были недостаточно укомплектованы автотранспортом и слабо обеспечены боеприпасами, горючим, теплым обмундированием, валенками, продовольствием, фуражом. Особенно плохо были обеспечены части 1-го гвардейского стрелкового корпуса генерал-майора А. С. Грязнова.
22 января 1942 года 7 гв. сд сосредоточилась в районе Красные Станки, Дорожно, Мирославль, Кушеверы (восточный берег озера Ильмень, Крестцовский район Новгородской области). 25 января 7 гв. сд в составе 1-го гв. стрелкового корпуса получила задачу прорвать оборону противника в районе Князево, Стариково (между Ст. Руссой и Парфино) и, продолжая наступление в южном направлении на Залучье, завершить окружение противника в районе Демянск.
29 января 1-й гвардейский стрелковый корпус, не завершив полностью сосредоточение (не прибыли одна стрелковая и oдна танковая бригады, корпусная артиллерия, подразделения тылового обеспечения), был поспешно введен в сражение. Он начал наступление одновременно в южном (7-я гв. сд) и восточном направлениях в полосе шириной до 40 км. Со стороны противника здесь действовали хорошо укомплектованные 30-я пехотная дивизия и срочно переброшенная с северного фаса Демянского выступа моторизованная дивизия СС «Мертвая голова».
В ночь на 30 января части 7 гв. сд, следуя в первом эшелоне, прорвали линию обороны противника и овладели населенными пунктами: Князево, Чириково, Зубакино, Сергеево и Находно (южнее Парфино, на западном берегу р. Ловать). Штаб дивизии в Киево, жд разъезде между Ст. Руссой и Парфино.
1 февраля полки 7-й гв. сд заняли Рамушево, Омычкино (12 км южнее Зубакино, Сергеево на западном берегу Ловать). Штаб дивизии в Брагино (юго-западнее Парфино). Противник с большими потерями отступил в южном направлении в Кобылкино и Черенчицы, где был создан мощный узел сопротивления, прикрывая отступление своих войск массированными действиями авиации (в день 150—200 самолетовылетов).
1 февраля завязались бои за Кобылкино, Омычкино, Коровитчино, Черенчицы (район пересечения шоссе Ст. Русса — Залучье и реки Ловать, в 10 — 12 км к югу от Рамушево). В этих боях полки дивизии понесли тяжёлые потери.
Потери с 29.01.42г. по 05.02.42г.: 30 гв. сп — убито 178 чел., ранено 991 чел.; 159 гв. сп — убито 294 чел., ранено 694 чел.; 288 гв. сп — убито 183 чел., ранено 350 чел., пропало б/в 183 чел.
Действуя в условиях бездорожья, при слабой артиллерийской поддержке, части 1 гв. стрелкового корпуса, разбросанные в широкой полосе, наступали медленно. Это вызвало неудовольствие Ставки. 3 февраля 1942 г. Сталин связался по прямому проводу с генералом Грязновым и лично дал ему указания, как вести наступление. Обращая внимание на плохую разведку, он требовал в любую погоду использовать для этого самолеты У-2, которых в корпусе не было. Он приказал командиру корпуса «двигаться сильной группой, не растягиваться… Иметь всегда группу, а не разрозненные полки и батальоны, передовым частям не удаляться». Но эти указания Сталина о действиях компактными группировками из-за широкой полосы наступления корпуса практически были невыполнимы.
С 5 по 10 февраля полки дивизии продолжали бои: 30 гв. сп — за Коровитчино, 159 гв. сп за Кобылкино, 288 гв. сп и 204 лыжный батальон за Бяково (восточнее Омычкино). Штаб дивизии в Рамушево. 11 февраля, понеся тяжёлые потери и не овладев полностью Коровитчино, Кобылкино, оставив прикрытие у этих деревень, части дивизии продвинулись ещё южнее на 5 — 6 км к деревням Щелгуново и Кулаково (по обе стороны реки Ловать)
12 февраля бой за Кулаково ведут 30 и 159 гв. сп, 288 гв. сп — за Бяково. 16 февраля: продолжаются бои за деревни Черенчицы, Щелгуново, Кулаково, где полки дивизии понесли тяжёлые потери. В полках осталось активных штыков: 30 гв. сп — 40 человек, 159 гв. сп — 71 человек, 288 гв. сп — 85 человек. Активные штыки пополнялись за счёт тыловых частей.
20 февраля. Бои продолжаются на прежних рубежах. Активные штыки в полках: 30 гв. сп — 14 человек, 159 гв. сп — 54 человека, 288 гв. сп — 73 человека.
22 февраля. В районе Черенчицы полки 7-й дивизии усилены 15 отд. стрелковой бригадой, в районе Бяково — 14 стрелковой бригадой. В ночь на 23 февраля дивизия овладела опорными пунктами Кулаково, Черенчицы, Шелгуново, Коровитчино, Кобылкино, Бараки, ведется разведка в направлении Залучье. Полки 7-й гв. сд получили новую нумерацию — 14, 20 и 26 гв. сп.
25 февраля в результате ожесточённых почти месячных боёв части 1-го гвардейского стрелкового корпуса соединились с 42-й стрелковой бригадой 34-й армии, наносившей удар с юга. Старорусская и демянская группировки противника были разъединены, и последняя в составе 6 дивизий 16-й армии оказалась окруженной. В «котел» попали части 290, 123, 12, 30-й и 32-й пехотных дивизий, а также моторизованная дивизия СС «Мертвая голова». Общая численность окруженных войск составляла почти 96 тыс. человек.
После замыкания кольца окружения в районе западнее Залучье 7-я гв. сд вела бои с окружённой демянской группировкой противника лицом на восток (внутреннее кольцо окружения). 26 февраля 14, 20 и 26 гв. сп имеют соответственно по 285, 113 и 350 акт. штыков и наступают на Майлуковы Горки, Нижняя Сосновка, Великое Село, Шумилкино по р. Сутокская, Средняя Робья к северу от Залучья. В результате безуспешных наступательных боёв на этом рубеже части дивизии понесли большие потери. Убито — 1397, ранено — 2366 человек. На 15 марта в дивизии 85 активных штыков. Штаб дивизии — в Щелгуново.
20 марта 1942 года обстановка на Северо-Западном фронте резко осложнилась. Противник, воспользовавшись относительной стабилизацией фронта, создал в районе южнее Старой Руссы корпусную группу «Зейдлиц» в составе 5 дивизий. В группу Зейдлица вошли две егерские, две пехотные и одна моторизованная дивизии. Внутри «котла» был создан штаб «группы Цорна». В состав группы Цорна вошли моторизованная дивизия СС «Мертвая голова» и сводный «штурмовой полк» 2-го армейского корпуса. Командование Северо-Западного фронта своевременно не вскрыло сосредоточение крупной группировки противника южнее Старой Руссы, не выявило ее силы, намерения и не приняло мер подготовки к отражению контрудара.
20 марта группа Зейдлица нанесла удар в направлении на Рамушево в стык 11-й и 1-й ударной армий. На направлении главного удара противника оказались части 201-й стрелковой дивизии. Демянская группировка (группа Цорна), наносившая встречный удар, вследствие упорного сопротивления частей 1-го гвардейского стрелкового корпуса успеха не достигла. В результате ожесточённых почти месячных боёв, сопровождавшихся массированными ударами немецкой авиации, противнику удалось прорвать фронт окружения и 21 апреля соединиться с окруженной группировкой, образовав так называемый рамушевский коридор. Размеры коридора составляли 12 км в длину и 4 км в ширину по обе стороны дороги Рамушево — Васильевщина. В дальнейшем ожесточенная борьба развернулась в зоне этого коридора, который к концу апреля был расширен противником до 6—8 км.
После прорыва противником окружения части 7-й гв. стрелковой дивизии удерживали рубеж Майлуковые Горки — Шумилкино — Залучье по р. Сутокская, Средняя Робья, оказавшись на южном фасе «рамушевского коридора» у его горловины на внутреннем фронте кольца окружения демянской группировки противника.
22 марта 7 гв. сд была пополнена и продолжила частные операции по занятию Великое Село, которое несколько раз переходило из рук в руки. В боях с 22 марта по 20 апреля дивизия потеряла 216 человек убитыми и 452 ранеными.
В апреле и мае 1942 года из-за весенней распутицы и бездорожья 7-я дивизия находилась в тяжелом материальном положении. Подвоз боеприпасов и продовольствия обеспечивался только вьючным способом и вручную.
В течение 1942 года бои с целью ликвидации демянского «котла» не прекращались ни на один день. Они велись на различных разобщенных направлениях с переменным успехом. Случалось так, что в одни и те же дни на одном из направлений вели наступление советские, а на другом — немецкие подразделения и части.
25 августа советские 7-я гвардейская, 129, 130, 364-я и 391-я стрелковые дивизии и 30-я стрелковая бригада предприняли массированные атаки на коридор. Дивизия «Мертвая голова» была разобщена на несколько изолированных групп. Несмотря на то что все атаки были отбиты и удалось удержать занимаемые позиции, всего за несколько часов эсэсовцы потеряли более 1000 человек.
27 сентября 5-я егерская и 126-я пехотная дивизии, а также части дивизии СС «Мертвая голова» внезапно атаковали 7-ю гвардейскую стрелковую дивизию 1-й ударной армии на южном фасе «рамушевского коридора», расширив его к 5 октября до 3-5 км к югу. Предпринятый войсками Северо-Западного фронта контрудар позволил лишь частично ликвидировать результаты этого прорыва.
В тяжелых, кровопролитных боях войска Северо-Западного фронта в невероятно трудных условиях впервые в Великой Отечественной войне окружили в районе Демянска крупную оперативную группировку противника, создав внутренний и внешний фронты окружения. Однако им не удалось уничтожить окруженные соединения и отразить мощный контрудар врага, который сумел разорвать кольцо блокады и восстановить сухопутные коммуникации к своей демянской группировке путем создания узкой горловины в районе Рамушево.
Вплоть до февраля 1943 года 7-я гв. сд находилась на прежних позициях к северу от Залучья, по р. Сутокская, Средняя Робья — деревни Майлуковы Горки, Нижняя Сосновка, Великое Село, Шумилкино, где вела бои «местного значения». Штаб дивизии — в Козлово (на реке Ловать).

### Демянская наступательная операция 1943 года
Наступательная операция войск Северо-Западного фронта по ликвидации Демянского плацдарма противника 15 — 28 февраля 1943 года.
Наступление фронта началось 15 февраля. Противник, почувствовав нависшую угрозу, 17 февраля начал поспешный вывод 16-й армии из «демянской крепости» через рамушевский коридор. Преследуя отходящего противника, войска фронта ликвидировали демянский плацдарм, который враг упорно и настойчиво удерживал более полутора лет. Под натиском наших войск противнику не удалось закрепиться на рубеже р. Ловать. Его вынудили отойти за р. Редья.
2 января 1943 года дивизия вошла в подчинение 14 гв. стрелкового корпуса и 13 февраля 1943 года дивизия была передислоцирована за реку Ловать в состав 1-й ударной армии в 15 — 18 км юго-западнее Залучья. Штаб дивизии в Будомицы (восточный берег Ловать).
С 26 февраля дивизия наступала на Вязки, Козлово (на реке Редья), Семкина Горушка (в 5 — 6 км западнее реки Ловать), продвинулась на 6-7 км, потеряв 202 человека убитыми и 608 ранеными. После мало результативных боёв при больших потерях дивизия перешла к обороне по реке Редья на рубеже Жуково, Борок, Семкина Горушка в 30 км западнее Залучья.
В феврале 1943 командир 7-й гв. сд генерал-майор Бедин Ефим Васильевич был переведён в 253 стрелковую дивизию. Временно исполняющим обязанности командира 7-й гв. сд назначен Анисимов Николай Павлович. 10 марта 1943 года командиром 7-й гв. сд назначен генерал-майор Козырь Максим Евсеевич. В мае 1943 года он переведён в 232 стрелковую дивизию. 11 мая 1943 года командиром 7-й дивизии назначен полковник Москалик Михаил Эммануилович, командовавший дивизией до окончания войны.
13 мая 1943 года дивизия вышла в резерв фронта и к 25 мая дислоцировалась в районе Молвотицы Ленинградской области, где до 20 июля вела пополнение личным составом и техникой. 20 июля переводится в район Заостровье (сейчас северная окраина райцентра Парфино на восточном берегу Ловать) в состав 14-го гвардейского корпуса 34-й армии, где до 18 августа занималась боевой подготовкой и пополнением личного состава.
С 18 по 23 августа 1943 года дивизия принимала участие в наступательной операции 34 армии на старорусском направлении. 18 августа 1943 года дивизия заняла исходное положение для наступления на Ст. Руссу с северо — востока: Медведно (западный берег реки Полисть) — Ясная Поляна (на дороге Ст. Русса — Парфино). КП дивизии в Слободе. Наступление 7 гв. сд велось на северные окраины Ст. Руссы по болотистым берегам реки Полисть. Атаки полков 7-й дивизии на укреплённые позиции противника успеха не имели. Потери за 20—21 августа: убито 197 чел., ранено 723 чел. Наступление было прекращено.
25 августа дивизия была выведена в резерв фронта с дислокацией в районах: Бяково, Омычкино, Майлуковые Горки, Учны. До 3 января 1944 года дивизия находилась в этом районе, занимаясь укомплектованием и боевой подготовкой.

### Ленинградско-Новгородская наступательная операция
В январе 1944 года дивизия вошла в состав 7-го гвардейского стрелкового корпуса 10-й гвардейской армии, с которым прошла боевой путь до Победы.
7-я гвардейская стрелковая дивизия предназначалась для наступления в Новосокольническом районе Псковской области в составе 7-го гвардейского стрелкового корпуса.
4 января 1944 года 7-я дивизия начала передислокацию из Старорусского района Новгородской области и 10 января прибыла на станцию Великие Луки. Из ст. Великие Луки дивизия вышла маршем в Лешни, в 30 км северо-западнее Невеля в Псковской области, где с 13 января до 25 января занималась боевой подготовкой. 27 января 1944 года дивизия была передислоцирована в район Асница (в 15 км южнее Маево) Новосокольнического района Псковской области, где сосредоточивались войска 10-й гвардейской армии перед наступлением.

В двадцатых числах января 1944 года развернулась подготовка к новой операции… Состав армии значительно изменился: от нас изымались 171, 207 и 312-я стрелковые дивизии, а вместо них нам передавались 7-я гвардейская дивизия из резерва фронта и 119-я гвардейская из 22-й армии. После этого армия становилась однороднее: все стрелковые соединения — гвардейские…

На перегруппировку войск и все другие работы по подготовке к наступлению нам давалось только пять-шесть суток. Справиться в такой срок было не просто. Ведь большинству соединений предстояли перемещения на 50-70 километров. Марши совершались ночью. Днем войска отдыхали, приводили себя в порядок, просушивали обувь.— М. И. Казаков
Дивизии 7-го, 15-го и 19-го гвардейских корпусов наступали общим фронтом с юга на север между Новосокольники и Маево. Предполагаемый прорыв обороны противника занимал по фронту 7,5 километра. 7-я дивизия наступала в первом эшелоне 7-го гвардейского корпуса, справа и слева наступали соответственно 15-й и 19-й корпуса. Каждой дивизии первого эшелона нарезались полосы наступления шириной в 1200—1300 метров. Первая полоса обороны противника проходила южнее шоссейной дороги Новосокольники — Маево, вторая полоса — севернее железной дороги Новосокольники — Маево. Глубина обороны каждой полосы противника составляла 5 — 6 км.
31 января 1944 года, в первый день наступления, действовавший справа 15-й корпус прорвал первую полосу обороны противника и вышел на шоссейную дорогу Новосокольники — Маево. Отставала 7-я дивизия, ведя бои за прорыв первой полосы обороны противника южнее шоссе.
Из отчёта о боевых действиях 7-й гв. сд 31 января: «с наступлением темноты 20 гв. сп продолжал вести бой по овладению узлом сопротивления противника ЧЕРКИЦИНО — выс. 218,0. (Черкицино — деревня южнее шоссе Новосокольники — Маево в 2 — 3 км).
26 гв. сп вел бои за выс. 237,4. Несмотря на неоднократные атаки и стремления пехоты вперед, атаки отбивались организованным огнем пулеметов, артиллерии и минометов противника. К тому же по шоссейной дороге Новосокольники — Идрица курсировали три танка и 2 самоходных орудия „Фердинанд“ и вели стрельбу прямой наводкой».
1 февраля 7-я гв. сд продолжала вести бои за первую полосу обороны противника и местами вышла к шоссе, отставая от соседа справа — 15 корпуса, вышедшего к шоссе 31 января.
Из отчёта о боевых действиях 7-й гв. сд 1 февраля: «в 3.00 26 гв. сп сломив сопротивление противника, овладел высотой 237,4 и 223,2 Борщево (южнее шоссе), вел бои за ЮРКОВО (деревня на шоссе) и шоссейную дорогу Новосокольники — Идрица; подошел вплотную к Лутово (деревня на шоссе). В бою за Черкицино (южнее шоссе) командир дивизии решил ввести 14 гв. сп с юго — востока. Таким образом, обходя узел сопротивления противника с трех сторон, угрожая окружением, в 15.00 1.2.44 после 6-ти часового боя во взаимодействии с 20 гв. сп овладел ЧЕРКИЦИНО, высотой 218,0 и к исходу дня вышли на шоссе Новосокольники — Идрица. Гарнизон был полностью уничтожен. Противник оставил на поле боя 18 орудий, 22 пулемета, только убитыми до 318 солдат и офицеров. Взято 62 пленных. Первым ворвался в населенный пункт 1/20 гв. сп под командованием гвардии майора Тайгунова, который геройски погиб в боях за Черкицино».
2 февраля, к исходу третьего дня операции, сосед справа 15-й корпус вёл бой за вторую полосу обороны севернее железной дороги Новосокольники — Маево. 7-я дивизия преодолела 1-ю полосу обороны противника и перешла через железную дорогу. Погода пасмурная, видимость 4-6 км, ветер южн. Температура воздуха от 0 +1 градус".
Из отчёта о боевых действиях 7-й гв. сд 2 февраля: «части, ведя беспрерывные двухсуточные бои до 13.00 2.2.44 приводили подразделения в порядок. Противник, отходя в северном направлении, оказывал упорное сопротивление огнем и живой силой. Вводил в бой все новые и новые резервы и частями 353 пп 205 пд и 34-го добровольческого латышского полка СС, всего до 3-х пехотных батальонов. Закрепился на рубеже: Лутово, Юрково (деревни на шоссе), Клошнево (Клочнево, деревня на железной дороге). Заранее на данном рубеже оборудовал отдельные ячейки для пулеметов и стрелков.
В 13.00 после короткого (15 мин) артиллерийского налета по сопротивляющимся очагам противника, 14 и 26 гв. сп перешли в наступление, заходя во фланги опорным пунктам. 20 гв. сп был выведен для прикрытия левого фланга дивизии. В результате беспрерывного боя к 17 часам населенные пункты Лутово, Юрково, Клошево (Клочнево) были полностью очищены от противника. К исходу дня вышли на рубеж: 14 гв. сп — 30 южнее Плескачево, 26 гв. сп перерезав железную дорогу, вел бой 400 м сев. железной дороги; 20 гв. сп — во втором эшелоне в районе Лутово. Противник оставил на поле боя 11 орудий, 6 минометов, 13 пулеметов, только убитыми до 150 солдат и офицеров. Взято 21 пленный. Уничтожено 11 орудий, 9 пулеметов, 13 автомашин, 7 радиостанций».
3 февраля 7-я дивизия завязала бои на преодоление 2-й полосы обороны противника севернее железной дороги. Дивизия отставала в темпах наступления от своих соседей минимум на сутки.
Из отчёта о боевых действиях 7-й гв. сд 3 февраля: "противник под давлением наших частей с боем отходил на заранее подготовленные рубежи, оставляя сильные арьергарды прикрытия, поддерживаемые артиллерийско-минометным огнем из глубины. 14 гв. сп, преследуя противника в направлении Плескачево, Кулаково, 20 гв. сп — в направлении Ананкино, Анушково, в 13.00 атаковали противника, обороняющегося раздробленными частями 232 пп (неразборчиво), и 501 пп 290 пд, всего до двух батальонов пехоты, рубеж Плескачево, Ананкино (севернее железной дороги в 2 — 3 км), преодолев упорное сопротивление, с боями овладели населенными пунктами Плескачево, Ананкино 1-е, Ананкино 2-е, Гришино. 14 гв. сп, в частности 3-й батальон под командованием гв. капитана Булкина, преследуя противника в направлении Кулаково, в 15.00 в лесу юго-восточнее Ггишнево (деревня к северу между Анушково и Ананкино), встретил батальон пехоты противника, двигавшегося в южном направлении. По показаниям пленных того же батальона установлено: батальон был послан в р-н Плескачево, выс. 241,1, Ананкино с задачей во что бы то стало удержать рубеж, задержать наступление русских в северном направлении. Но благодаря быстрому и правильному решению командира батальон 2/34 пехотного добровольческого латышского полка был полностью уничтожен и частично пленен. На поле боя обнаружено до 350 трупов солдат и офицеров. К 20.00 части вели бои с противником на рубеже Кулаково, Анушково (севернее железной дороги в 10 — 12 км).
Противник, намереваясь любой ценой сдержать наступление наших частей, к исходу 3 февраля подразделениями 1/96 пп 32 пд и 205 пп 205 пд, общая численность до 400 человек, укрепился на рубеже Кулаково, Анушково, выс. 235,6, где занимал исключительно выгодный рубеж. Подступы к данным объектам обороны пр-ка были совершенно открытыми на протяжении 500—600 метров.
4 февраля: В отчёте 7-й дивизии и в журналах боевых действий полков этот день не отражен подробно. Скорее всего, это связано с неудачным днём для дивизии. Продвижения вперёд в этот день не было, полки застряли под огнём противника перед их обороной у Анушково и Кулаково и понесли тяжёлые потери.
Из отчёта о боевых действиях 7-й гв. сд 4 февраля: «14-й гв. сп наступали на Кулаково, 20-й гв. сп — в направлении Анушково и продвинулись всего лишь на 150—200 м. Части, наступая на узком фронте, не имели возможности обходного маневра и, как бы вклиняясь в оборону противника /соседи справа и слева отставали, попадали под сильное огневое воздействие. 26 гв. сп перешел в наступление на обороняющегося пр-ка в Сидякино, Кулаково (деревни в 2 — 3 км севернее Ананкино) и выйдя на сев. опушку леса вост. Кулаково 1000 мтр, косоприцельным огнем пулеметов, а также арт. минометным огнем из глубины обороны был приостановлен и совершенно прижат к земле. Неоднократные попытки возобновить наступление в течение дня не увенчались успехом, так как пр-к вел беспрерывный огонь по боевым порядкам наступающих подразделений, в результате чего полк понес значительные потери в живой силе».
5 — 7 февраля: 5 февраля 7-я дивизия провела в безрезультатных атаках на сильный опорный пункт противника Анушково — Кулаково. В ночь с 5 на 6 февраля по разрешению зам. командующего 10-й гвардейской армии 7-я гв. сд вышла из своей полосы. Полки дивизии продвинулись севернее в полосе наступления соседа справа в обход опорного пункта противника Кулаково — Анушково и завязали бои за более мелкие опорные пункты в Ефремово, Смольково, Лелехино. 6 — 7 февраля полки дивизии заняли укреплённый пункт противника в Анушково — Кулаково обходным манёвром с севера и в результате успешных боёв заняли ещё несколько населённых пунктов, продвинувшись на 15 — 20 км на северо — запад.

7 февраля главные силы нашей армии вышли севернее железной дороги Новосокольники — Маево, выполнив таким образом свою ближайшую задачу.— М. И. Казаков
15 февраля дивизия выведена в резерв, в котором находилась до 7 марта, когда дивизия участвует в наступлении севернее озера Березно, нанося удар по опорным пунктам Спирово, Пимашково, Борисково. Существенного успеха не имела, взято было только Борисково (2-3 км северо-западнее оз. Березно). После чего 11 марта сменена 46-й гв. сд и отведена в тыл. 17 марта вновь участвует в атаке чуть севернее места предидущего наступления. Атака успеха не имела, 20 марта дивизия отведена в тыл в район восточнее Лукино (2 км восточнее озера Березно). В конце марта, начале апреля 1944 г., дивизия вместе с 10-й гв. А перебрасывается на Стрежневский плацдарм где 6 апреля сменила 26-ю сд. Днём 7 апреля при поддержке 81-й тп и 1199-й сап атаковала Стрежнево, частью сил ворвалась в него, но этот отряд был отрезан и уничтожен в Стрежнево. Атака успеха не имела. 08 апреля дивизия произвела три неуспешные атаки на Стрежнево. В ночь на 10 апреля одним батальоном, совместно с 119-й гв. сд дивизия овладела Стрежнево. Наступление продолжилось, но ночная и дневная атаки 10 апреля успеха не имели. Были сформированы сводные отряды 7-й и 119-й гв. сд. которые ночью и днём 11 апреля атаковали противника, эти атаки также не завершились успехом. 12 апреля дивизия получила приказ перейти к обороне. Организованная внезапная атака 15 апреля вновь не принесла успеха. 18 апреля участок обороны был сдан 56-й гв. сд. и дивизия выведена в резерв к 22 апреля сосредоточившись севернее г. Новоржев. До 9 мая 1944 г. дивизия строила оборонительный рубеж, ремонтировала дороги, после, приступила к занятиям по боевой подготовке, которые продолжались до 29 мая. В ночь на 29 мая дивизия выступила на марш в район нового сосредоточения севернее озера Каменное, где в ночь с 2 на 3 июня сменила на оборонительных рубежах 118-й УР и 28-ю сд. До 9 июля 1944 г. дивизия совершенствовала оборонительные рубежи и вела боевую подготовку.

### Режицко-Двинская операция
В ночь на 10 июля 1944 г. части дивизии скрытно заняли исходное положение. Днём один из полков начал силовую разведку на участке севернее д. Береково, но продвижения не имел. К вечеру, после ввода в бой ещё одного полка дивизии противник начал отход. К вечеру 11 июля дивизия достигла укреплённого оборонительного пункта противника на линии «Рейер» в 10 км юго восточнее Опочка, в районе Звоны. 12 июля этот укреплённый пункт внезапной атакой был взят. Противник продолжил отход в западном и юго-западном направлении. Преследуя отходящего с боями противника дивизия преодолела р. Великая и достигла Томсино к 15 июля, овладела г. Зилупе 18 июля, г. Резекне 27 июля, ст. Сакстагалс и г. Виляны 28 июля. На рубеже г. Варакляны наступление войск дивизии было приостановлено противником закрепившимся в удобной для обороны, болотистой и лесистой Лубанской низменности.

### Мадонская операция
Атаки на Варакляны в течение 29-30 июля успеха не принесли, стрелковые батальоны были пополнены за счёт тыловых подразделений дивизии. Для обхода Варакляны с тыла, 1 августа 26 гв. сп. 7 гв. сд. вместе с одним из полков 85 сд.были направлены в северо-западном направлении, по труднопроходимым болотам и лесам, в район южного берега оз. Лубана где наткнулись и вступили в бой с частями 19 Латышкой дивизии СС. 2 августа противник начал отход на рубеж западного берега р. Мурмастиене и узла обороны в н.п. Мурмастиене на высоте 109.9. 3 августа при поддержке танков и самоходных орудий высота 109.9 была взята, но через несколько часов контратакой противника была потеряна. В начале суток 4 августа противник начал отход, войска дивизии начали его преследование в северо-западном направлении, а затем были выведены во второй эшелон, находились в районах западнее Баркава, ведя пополнение и боевую подготовку до 11 августа.

## Состав дивизии
Новая нумерация частям дивизии присвоена 20 февраля 1942 года
- 14-й гвардейский стрелковый полк
- 20-й гвардейский стрелковый полк
- 26-й гвардейский стрелковый полк
- 25-й гвардейский артиллерийский полк
- 1-й отдельный гвардейский истребительно-противотанковый дивизион
- 4-я гвардейская разведывательная рота
- 12-й гвардейский саперный батальон
- 6-й отдельный гвардейский батальон связи (13-я гвардейская отдельная рота связи)
- 475-й (10-й) медико-санитарный батальон
- 11-я отдельная гвардейская рота химической защиты
- 477-я (1-я) автотранспортная рота (4-й автотранспортный батальон)
- 605-я (3-я) полевая хлебопекарня
- 560-й (13-й) дивизионный ветеринарный лазарет
- 9-я хозяйственная рота (с 10.12.43)
- 140-я полевая почтовая станция
- 105-я полевая касса Госбанка[15][4]

### Подчинение
| Подчинение      | Подчинение              | Подчинение             | Подчинение                         | Подчинение |
| На дату         | Фронт                   | Армия                  | Корпус                             |            |
| --------------- | ----------------------- | ---------------------- | ---------------------------------- | ---------- |
| 01.10.1941 года | Брянский фронт          | фронтового подчинения  | -                                  |            |
| 01.11.1941 года | Западный фронт          | 49-я армия             | -                                  |            |
| 01.12.1941 года | Западный фронт          | 16-я армия             | -                                  |            |
| 01.01.1942 года | Резерв Ставки ВГК       | -                      | -                                  |            |
| 01.02.1942 года | Северо-Западный фронт   | фронтового подчинения  | 1-й гвардейский стрелковый корпус  |            |
| 01.03.1942 года | Северо-Западный фронт   | фронтового подчинения  | 1-й гвардейский стрелковый корпус  |            |
| 01.04.1942 года | Северо-Западный фронт   | фронтового подчинения  | 1-й гвардейский стрелковый корпус  |            |
| 01.05.1942 года | Северо-Западный фронт   | фронтового подчинения  | 1-й гвардейский стрелковый корпус  |            |
| 01.06.1942 года | Северо-Западный фронт   | фронтового подчинения  | 1-й гвардейский стрелковый корпус  |            |
| 01.07.1942 года | Северо-Западный фронт   | 1-я ударная армия      | 1-й гвардейский стрелковый корпус  |            |
| 01.08.1942 года | Северо-Западный фронт   | 1-я ударная армия      | 1-й гвардейский стрелковый корпус  |            |
| 01.09.1942 года | Северо-Западный фронт   | 1-я ударная армия      | 1-й гвардейский стрелковый корпус  |            |
| 01.10.1942 года | Северо-Западный фронт   | 1-я ударная армия      | 1-й гвардейский стрелковый корпус  |            |
| 01.11.1942 года | Северо-Западный фронт   | 1-я ударная армия      | -                                  |            |
| 01.12.1942 года | Северо-Западный фронт   | 1-я ударная армия      | -                                  |            |
| 01.01.1943 года | Северо-Западный фронт   | 1-я ударная армия      | -                                  |            |
| 01.02.1943 года | Северо-Западный фронт   | 1-я ударная армия      | -                                  |            |
| 01.03.1943 года | Северо-Западный фронт   | 1-я ударная армия      | -                                  |            |
| 01.04.1943 года | Северо-Западный фронт   | 1-я ударная армия      | -                                  |            |
| 01.05.1943 года | Северо-Западный фронт   | 1-я ударная армия      | -                                  |            |
| 01.06.1943 года | Северо-Западный фронт   | фронтового подчинения  | 14-й гвардейский стрелковый корпус |            |
| 01.07.1943 года | Северо-Западный фронт   | фронтового подчинения  | 14-й гвардейский стрелковый корпус |            |
| 01.08.1943 года | Северо-Западный фронт   | 53-я армия             | 14-й гвардейский стрелковый корпус |            |
| 01.09.1943 года | Северо-Западный фронт   | фронтового подчинения  | 12-й гвардейский стрелковый корпус |            |
| 01.10.1943 года | Северо-Западный фронт   | фронтового подчинения  | 12-й гвардейский стрелковый корпус |            |
| 01.11.1943 года | Северо-Западный фронт   | фронтового подчинения  | 12-й гвардейский стрелковый корпус |            |
| 01.12.1943 года | 2-й Прибалтийский фронт | 1-я ударная армия      | 12-й гвардейский стрелковый корпус |            |
| 01.01.1944 года | 2-й Прибалтийский фронт | 1-я ударная армия      | 12-й гвардейский стрелковый корпус |            |
| 01.02.1944 года | 2-й Прибалтийский фронт | 10-я гвардейская армия | 7-й гвардейский стрелковый корпус  |            |
| 01.03.1944 года | 2-й Прибалтийский фронт | 10-я гвардейская армия | 7-й гвардейский стрелковый корпус  |            |
| 01.04.1944 года | 2-й Прибалтийский фронт | 10-я гвардейская армия | 7-й гвардейский стрелковый корпус  |            |
| 01.05.1944 года | 2-й Прибалтийский фронт | 10-я гвардейская армия | 7-й гвардейский стрелковый корпус  |            |
| 01.06.1944 года | 2-й Прибалтийский фронт | 10-я гвардейская армия | 7-й гвардейский стрелковый корпус  |            |
| 01.07.1944 года | 2-й Прибалтийский фронт | 10-я гвардейская армия | 7-й гвардейский стрелковый корпус  |            |
| 01.08.1944 года | 2-й Прибалтийский фронт | 10-я гвардейская армия | 7-й гвардейский стрелковый корпус  |            |
| 01.09.1944 года | 2-й Прибалтийский фронт | 10-я гвардейская армия | 7-й гвардейский стрелковый корпус  |            |
| 01.10.1944 года | 2-й Прибалтийский фронт | 10-я гвардейская армия | 7-й гвардейский стрелковый корпус  |            |
| 01.11.1944 года | 2-й Прибалтийский фронт | 10-я гвардейская армия | 7-й гвардейский стрелковый корпус  |            |
| 01.12.1944 года | 2-й Прибалтийский фронт | 10-я гвардейская армия | 7-й гвардейский стрелковый корпус  |            |
| 01.01.1945 года | 2-й Прибалтийский фронт | 10-я гвардейская армия | 7-й гвардейский стрелковый корпус  |            |
| 01.02.1945 года | 2-й Прибалтийский фронт | 10-я гвардейская армия | 7-й гвардейский стрелковый корпус  |            |
| 01.03.1945 года | 2-й Прибалтийский фронт | 10-я гвардейская армия | 7-й гвардейский стрелковый корпус  |            |
| 01.04.1945 года | Ленинградский фронт     | 10-я гвардейская армия | 7-й гвардейский стрелковый корпус  |            |
| 01.05.1945 года | Ленинградский фронт     | 10-я гвардейская армия | 7-й гвардейский стрелковый корпус  |            |

## Отличившиеся воины
| Награда | Ф. И. О.                       | Должность                                                           | Звание  | Дата награждения                 | Примечания |
| ------- | ------------------------------ | ------------------------------------------------------------------- | ------- | -------------------------------- | --- |
|         | Богаткин Владимир Владимирович | командир 1-го отдельного истребительно-противотанкового дивизиона   | гвардии | 29.06.1945                       | погиб в бою 30 августа 1944 года, похоронен в Москве на Новодевичьем кладбище |
|         | Лебедев Борис Алексеевич       | командир стрелкового взвода 14-го гвардейского стрелкового полка    | гвардии | 24.03.1945                       | закрыл своим телом амбразуру пулемёта 26 сентября 1944, похоронен в восьмистах метрах восточнее деревни Пампаре, позднее перезахоронен на Заубском военном кладбище Цесисского района |
|         | Маямиров Алмух                 | пулемётчик 2-й стрелковой роты 26-го гвардейского стрелкового полка | гвардии | 21.02.1944 25.10.1944 29.06.1945 | |

## Награды и почётные наименования
| Награда (наименование)           | Дата награждения                                                       | За что награждена |
| -------------------------------- | ---------------------------------------------------------------------- | --- |
| Почётное звание «Гвардейская»    | приказ Народного комиссара обороны СССР № 318 от 26 сентября 1941 года | за боевые подвиги, за организованность, дисциплину и примерный порядок                                                                              |
| Почётное наименование «Режицкая» | приказ Верховного главнокомандующего № 0253 от 9 августа 1944 года     | за отличия в боях за овладение городами Даугавпилс (Двинск), Резекне (Режица)                                                                       |
| Орден Красного Знамени           | указ Президиума Верховного Совета СССР от 3 ноября 1944 года           | за образцовое выполнение заданий командования в боях с немецкими захватчиками, за овладение городом Рига и проявленные при этом доблесть и мужество |

## Командование дивизии

### Командиры
- Грязнов Афанасий Сергеевич (26.09.1941 — 05.01.1942), гвардии полковник;
- Бедин, Ефим Васильевич, (07.01.1942 — 26.01.1943), гвардии полковник, с 27.11.1942 гвардии генерал-майор;
- Анисимов, Николай Павлович (27.01.1943 — 07.03.1943), гвардии генерал-майор;
- Козырь, Максим Евсеевич (11.03.1943 — 11.05.1943), гвардии генерал-майор;
- Москалик, Михаил Эммануилович (15.05.1943 — 09.05.1945), гвардии полковник, с 16.10.1943 гвардии генерал-майор[22][23].
- Морецкий Анатолий Александрович (начало сентября 1944 - середина ноября 1944), гвардии полковник.

### Заместители командира дивизии по строевой части
- Ильин, Андриан Максимович (1943—1944), гвардии полковник;
- Кошелев Александр Дмитриевич (1945), гвардии полковник.

### Военные комиссары (с 9.10.1942 заместители командира дивизии по политической части)
- Богданов Дмитрий Матвеевич (26.09.1941 — 29.10.1941), гвардии полковой комиссар;
- Гулидов Афанасий Яковлевич (29.10.1941 — 03.01.1942), гвардии полковой комиссар;
- Сергеев Александр Яковлевич (03.01.1942 — 10.07.1942), гвардии полковой комиссар, с 22.02.1942 гвардии бригадный комиссар;
- Андреев Дмитрий Иванович (11.08.1942 — 10.11.1943), гвардии полковой комиссар, с 5.12.1942 гвардии полковник;
- Киселёв Александр Иванович (12.11.1943 — 07.08.1946), гвардии подполковник[24]

### Начальники штаба дивизии
- Малиновский Иван Иванович (26.09.1941 — 02.1942), гвардии майор;
- Степанов Владимир Сергеевич (02.1942 — 03.1942), гвардии подполковник;
- Щекотский, Фёдор Михайлович (03.1943 — 07.1943), гвардии генерал-майор;
- Кулинич Иван Николаевич (07.1943 — ?), гвардии подполковник;
- Юрченко Илья Степанович (08.1944 — 17.05.1945), гвардии подполковник.

## Память
В Гимназии № 9 города Химки (Московская область) создан Музей Боевой Славы 7-й гвардейской стрелковой Режицкой дивизии. Музей внесён в реестр школьных музеев Московской области. Одна из улиц города Химки носит имя 7-й гвардейской дивизии.